# Poblat ibèric del Puig de la Misericòrdia
El poblat ibèric del Puig de la Misericòrdia és un jaciment arqueològic protohistòric situat als afores del municipi de Vinaròs, El Baix Maestrat. És un conjunt que abasta tres ocupacions datades entre els segles VII-II aC.
En termes generals, el poblament és típicament iber, integrat dins del grup ètnic dels Ilercavons, pobles on també s'hi sumarien la Moleta del Remei (Alcanar) o la ciutadella del Puig de la Nau (Benicarló).

## Història

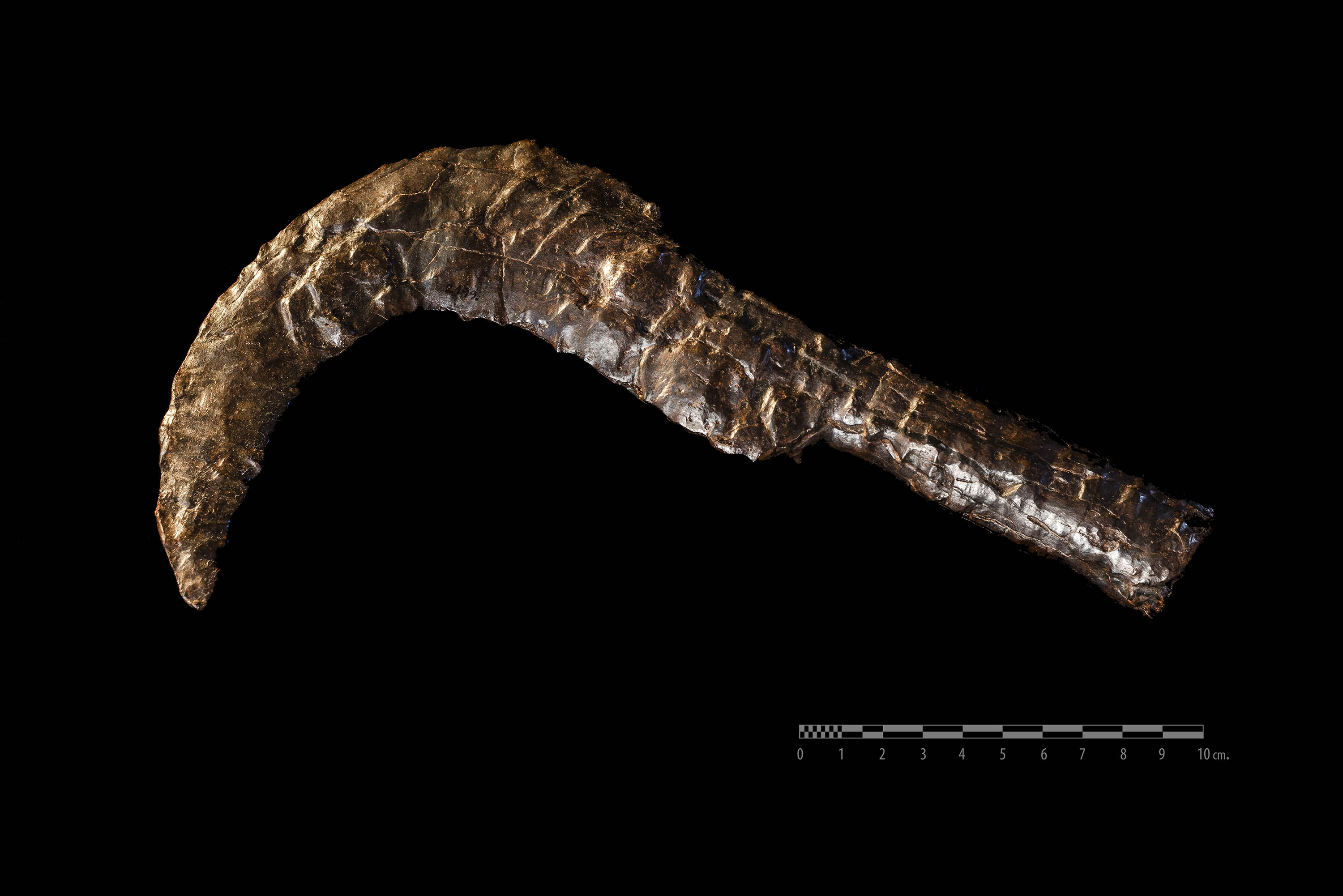
Podall de ferro pertanyent a l'última fase d'ocupació (s.II aC), remarca el caràcter agrícola de l'assentament. Segurament, la seua funcionalitat va estar destinada per al treball de la vinya.

La primera ocupació pertany a l'edat del ferro entre la segona meitat del segle VII aC fins a la primera meitat del VI a.C (650-550 aC).
Les altres dos ocupacions, són ja pertanyents al món iber. Amb una primera que pertany al període de l'ibèric antic, que estén el seu habitatge entre el segle VI-V aC, on presenta la construcció d'una ampla muralla.
El darrer assentament, el més notable, se situa al segle ii aC. El que més destaca, és que aquest espai ja estava sota domini de la República Romana. Així doncs, es tractaria d'un xicotet llogaret o casa rural, d'explotació agrària, tal com assenyalen les últimes troballes. Segurament, va ser abandonat entre finals del segle II o inicis del I aC, per a passar els seus pobladors, a habitar una vil·la roma.

## Condicions actuals
L'accés al jaciment és visitable qualsevol dia de la setmana, a més a més, es troba a escassos 100m de l'ermita de la Mare de Déu de la Misericòrdia de Vinaròs. Compta amb una rampa ascendent que atorga una visió completa del jaciment i de la Plana de Vinaròs.
Malauradament, el poblat ha estat soterrat durant molts d'anys per la construcció d'una creu gegant al segle xx, cosa que ha deteriorat prou l'estat i condicions de les edificacions iberes. Tanmateix, cada estiu des del 2013 s'estan realitzan campanyes arqueològiques que han ajudat a ampliar la conservació i prevenció del jaciment, a més de traure a la llum un ric patrimoni local i cultural.